# Ell & Nikki
Ell & Nikki (auch Eldar & Nigar) ist ein aserbaidschanisches Gesangsduo. Das Duo gewann mit der Popballade Running Scared den Eurovision Song Contest 2011 für Aserbaidschan.
Das Duo besteht aus dem Sänger Eldar Qasımov (* 1989) und der Sängerin Nigar Camal (* 1980).

## Karriere
Am 11. Februar 2011 gewannen sie beim aserbaidschanischen Vorentscheid Milli seçim turu und vertraten daher ihr Heimatland beim Eurovision Song Contest 2011 in Düsseldorf. Am 10. Mai 2011 präsentierten sie die von Stefan Örn, Sandra Bjurman und Iain Farguhanson geschriebene englischsprachige Ballade Running Scared im ersten ESC-Halbfinale. Vier Tage später gewannen sie mit 221 Punkten das Finale.
Ell & Nikki begaben sich auf Europa-Tournee, wo sie ihr Gewinnerlied vortrugen. Mit Crush on You erschien im Dezember 2011 die erste Solosingle und mit Play with Me im August 2012 das Solo-Debütalbum von Nigar Camal. Eldar Qasımov war einer der drei Moderatoren des Eurovision Song Contest 2012 in Baku.
Zum Geburtstag des verstorbenen US-Popsängers Michael Jackson erschien 2013 die Single Music’s Still Alive, die auf dessen Song Human Nature basiert.

## Diskografie
Singles
- 2011: Running Scared
- 2013: Music’s Still Alive